# Paroisse de Saint-Martins
Pour les articles homonymes, voir Saint-Martin.
La paroisse de Saint-Martins est à la fois une paroisse civile et un ancien district de services locaux (DSL) canadien du comté de Saint-Jean, au sud-est du Nouveau-Brunswick. Le nom légal du DSL en français est la paroisse de Saint Martins. Dans le cadre de la réforme de la gouvernance locale du 1er janvier 2023, le territoire du DSL a été réparti entre le village de Fundy-St. Martins et le district rural de Fundy.

## Géographie
Le DSL recoupe le territoire de la paroisse civile de Saint Martins, exception fait du village de St. Martins.
Saint Martins est délimité à l'ouest par la paroisse de Simonds, au nord par le comté de Kings et à l'est par le comté d'Albert.
Le village est bordé au sud par la baie de Fundy.
Le village de St. Martins forme une enclave au sud-ouest du territoire.

### Villages et hameaux
La paroisse comprend le hameau de Bains Corner. Tynemouth Creek est séparé avec Fairfield.

## Histoire
La pointe Martins fait office de frontière entre le territoire historique des Malécites, à l'Ouest, et des Micmacs, à l'Est. Il y avait donc de fréquents combats entre les deux peuples dans les environs.
La tradition orale soutient que les Acadiens avaient des aboiteaux à la pointe Martins.
Le lotissement de Martin Head a lieu en 1785 mais la colonisation a probablement lieu plus tard. Hardingville est fondé par des néo-brunswickois vers 1830 ; des immigrants principalement d'origine irlandaise grossissent ensuite la population. Big Salmon River est fondé peu après la concession du territoire, en 1834.

## Démographie
D'après le recensement de Statistique Canada, la paroisse compte 1 248 habitants en 2001, comparativement à 1 284 en 1996, soit une baisse de 2,8 %. La ville compte 579 logements privés, a une superficie de 629 km2 et une densité de population de 2 habitants au km2.
En 2021, la paroisse compte 1 177 habitants, portant sa densité de population à 1,9 habitants au km2.
| 1991  | 1996  | 2001  | 2006  | 2011  | 2016  | 2021  |
| ----- | ----- | ----- | ----- | ----- | ----- | ----- |
| 1 199 | 1 284 | 1 248 | 1 198 | 1 145 | 1 132 | 1 177 |

## Économie
Entreprise Saint-Jean, membre du Réseau Entreprise, a la responsabilité du développement économique.

## Administration

### Comité consultatif
En tant que district de services locaux, la paroisse de Saint Martins est administrée directement par le Ministère des Gouvernements locaux du Nouveau-Brunswick, secondé par un comité consultatif élu composé de cinq membres dont un président.

### Commission de services régionaux
La paroisse de Saint-Martins fait partie de la Région 9, une commission de services régionaux (CSR) devant commencer officiellement ses activités le 1er janvier 2013. Contrairement aux municipalités, les DSL sont représentés au conseil par un nombre de représentants proportionnel à leur population et leur assiette fiscale. Ces représentants sont élus par les présidents des DSL mais sont nommés par le gouvernement s'il n'y a pas assez de présidents en fonction. Les services obligatoirement offerts par les CSR sont l'aménagement régional, l'aménagement local dans le cas des DSL, la gestion des déchets solides, la planification des mesures d'urgence ainsi que la collaboration en matière de services de police, la planification et le partage des coûts des infrastructures régionales de sport, de loisirs et de culture; d'autres services pourraient s'ajouter à cette liste.

### Représentation et tendances politiques
Nouveau-Brunswick: La paroisse de Saint-Martins fait partie de la circonscription provinciale de Saint John-Fundy, qui est représentée à l'Assemblée législative du Nouveau-Brunswick par Glen Savoie, du Parti progressiste-conservateur. Il fut élu lors de l'élection de 2010. Une portion du nord-ouest du territoire, comprenant les hameaux de Hanford Brook et Grove Hill, fait partie de la circonscription provinciale de Hampton-Kings, qui est représentée par Bev Harrison, du Parti progressiste-conservateur. Il fut élu lors de l'élection de 1999 puis réélu en 2003, en 2006 et en 2010.
 Canada: La paroisse de Saint-Martins fait partie de la circonscription fédérale de Fundy Royal, qui est représentée à la Chambre des communes du Canada par Rob Moore, du Parti conservateur. Il fut élu lors de la 38e élection générale, en 2004, puis réélu en 2006 et en 2008.

### Chronologie municipale
La paroisse de Saint-Martins fut l'une des 36 paroisse du Nouveau-Brunswick créées à l'origine en 1786. La paroisse d'Alma, dans le comté d'Albert, fut créée en 1855 à partir de portion de la paroisse de Saint-Martins et de la paroisse d'Harvey. Le comté de Saint-Jean fut constitué en municipalité vers les années 1870. La municipalité du comté de Saint-Jean est dissoute en 1966. La paroisse de SDaint-Martins devient un district de services locaux en 1967. Le village de Saint-Martins est séparé de la paroisse la même année.

## Infrastructures et services
Le DSL est inclus dans le territoire du sous-district 9 du district scolaire Francophone Sud. L'école Samuel-de-Champlain de Saint-Jean est l'établissement francophone le plus proche alors que les établissements d'enseignement supérieurs les plus proches sont dans le Grand Moncton.
La route 111 traverse le territoire à l'ouest. Le détachement de la Gendarmerie royale du Canada le plus proche est à Hampton.
Les anglophones bénéficient du quotidien Telegraph-Journal, publié à Saint-Jean. Les francophones bénéficient quant à eux du quotidien L'Acadie nouvelle, publié à Caraquet, de l'hebdomadaire L'Étoile, de Dieppe, et du mensuel Le Saint-Jeannois, de Saint-Jean.

## Culture

### Architecture et monuments
Deux ponts couverts traversent la rivière Irish à la frontière avec le village. Le plus en amont fut construit en 1946 et mesure 21,9 mètres de long. Celui en aval fut construit en 1935 et mesure 21,8 mètres de long.